# Ptychoptera quadrifasciata
Ptychoptera quadrifasciata är en tvåvingeart som beskrevs av Thomas Say 1824. Ptychoptera quadrifasciata ingår i släktet Ptychoptera och familjen glansmyggor. Inga underarter finns listade i Catalogue of Life.